# Pateros, Metro Manila
Pateros là một đô thị tự trị hạng nhất tại Metro Manila, Philippines. Đô thị nhỏ này nổi tiếng với ngành chăn nuôi vịt và đặc biệt là sản xuất balut (trứng vịt lộn). Pateros giáp với thành phố Pasig ở phía bắc, Makati ở phía tây và Taguig ở phía nam. Pateros là đô thị tự trị duy nhất và có diện tích nhỏ nhất tại Metro Manila, nhưng đây là nơi có mật độ dân số cao thứ hai với 27.000 người/km², sau Manila.